# Matthew Immers
Matthew Immers (Leidschendam-Voorburg, 13 de novembro de 2000) é ex-voleibolista indoor, atualmente um jogador de vôlei de praia neerlandês.

## Carreira
Iniciou sua trajetória no voleibol de praia em 2014. Sua estreia no Circuito Mundial ocorreu em 2018, ao lado de Mees Blom, quando finalizaram na vigésima primeira posição no torneio uma estrela de Aalsmeer e juntos terminaram em oitavo na etapa de Vlissingen pelo circuito nacional, e mais adiante obteve o terceiro lugar em Zutphen, desta vez formando dupla com Yorick de Groot, e juntos alcançaram o sétimo posto no Campeonato Europeu Sub-20 em Anapa e foram vice-campeões no CEV Continental Cup em Baden, depois, esteve com Michiel Ahyi no campeonato nacional  e terminaram com o bronze em Vrouwenpolder.Com Yorick de Groot sagrou-se medalhista de prata nos Jogos Olímpicos de Verão da Juventude realizado em Buenos Aires.
Em 2019, esteve com Sven Vismans no  circuito mundial, precisamente no torneio quatro estrelas de Haia e na sequência disputou o circuito nacional com Joris Berkhout e obtiveram o quinto lugar em Heerlen e o bronze em Vrouwenpolder, depois com Stef Hofman o nono lugar em Utrecht e o quarto lugar em Groningen, além dos quintos lugares em Heerenveen e Zutphen.Disputou o Campeonato Europeu Sub-20 em Gotemburgo em parceria de Yorick de Groot e foram medalhistas de ouro, e pelo campeonato nacional foram medalhistas de bronze em Flessingue, posteriormente ao lado de Stijn van Tilburg obteve o quarto lugar em Almelo, ainda esteve com Daan Spijkers na etapa de Scheveningen  e terminaram na sétima posição.No Circuito Mundial obteve o vigésimo primeiro lugar no torneio uma estrela em Ljubljana ao lado de Rik Damen.
Em 2020, iniciou com Leon Luini no circuito nacional, obtendo o  segundo lugar em Utrecht, o quinto lugar em Breda e Scheveningen e conquistaram o terceiro lugar em Almelo, depois, obteve a mesma posição com Alexander Brouwer em Zaanstad, com Leon Luini conquistaram o bronze na etapa de Montpellier pelo circuito francês.Estiveram juntos no Campeonato Europeu  Sub-22 em Baden e terminaram na quinta posição. No circuito nacional de 2021, atuou com Sharif Gabriel e conquistaram o quinto lugar em Heerenveen, depois, com Ruben Penninga foi campeão em Groningen e em Almelo, e quinto lugar no torneio duas estrelas de Praga e medalha de prata no torneio duas estrelas em Apeldoorn e com Erik Nijland a décima sétima posição no uma estrela de Montpelier. Na temporada 2020-21, jou na elite nacional pelo time Volleybalvereniging Capelle aan den IJssel
No circuito mundial de 2022, formou dupla com Mart Van Werkhoven, e terminaram na décima sétima posição no Challenge em Tlaxcala e o vigésimo quinto no Challenge de Itapema, conquistam ainda o bronze no Future de Madrid e a nona posição no Challenge de Kuşadası, depois,  esteve com Stefan Boermans na conquista dos títulos nacionais nas etapas de Heerlen e Almelo, além do décimo sétimo lugar no Mundial de Roma 2022; na sequência, esteve de volta com Mart Van Werkhovenconquistando o título nacional em Nijmegen e pelo circuito suíço foram campeões em Kloten.Ainda no circuito mundial, esteve com Stefan Boermans ocupando a nona posição no Elite 16 em Gstaad e no Challenge de Espinho, obtendo a medalha de ouro no Challenge de Agadir, a quarta posição no  Elite 16 em Hamburgo, quinto lugar no Elite 16 de Paris e o décimo terceiro em Cidade do Cabo, e ainda terminaram na décima sétima posição na edição do Campeonato Europeu de Voleibol de Praia de 2022 em Munique e no circuito mundial conquistou a medalha de bronze no Future de Haia com Erik Nijland.
Em 2023, formou nova dupla com Steven van de Velde obtendo o nono lugar no Challenge de Itapema, o quinto lugar no Challenge de Saquarema e o quarto lugar no Elite 16 de Uberlândia, terminaram ainda em primeiro lugar na fase do grupo B da Continental Cup em Netanya, na sequência do circuito mundial, terminaram na vigésima primeira posição no Elite 16  em Ostrava, o quinto lugar na etapa de Jūrmala, o décimo sétimo lugar no Elite 16 em Gstaad e o décimo nono posto no Challenge Espinho; ainda esteve com  Yorick de Groot ocupando o nono lugar no Elite 16 de Montreal. Com Steven van de Velde obteve o quinto lugar no Campeonato Europeu de 22023 em Viena, voltaram a competir no circuito mundial, ocupando a vigésima primeira posição nos eventos do Elite 16 em Hamburgo e Paris, e alcançaram a noa posição na edição do Campeonato Mundial de Vôlei de Praia de 2023 nas cidades mexicanas de Tlaxcala de Xicohténcatl,  Apizaco e Huamantla, ainda foram campeões no Challenge Chiang Mai.

## Títulos e resultados
- Challenge de Chiang Mai do Circuito Mundial de 2023
- Challenge de Agadir do Circuito Mundial de 2022
- 4* de Apeldoorn do Circuito Mundial de 2021
- Future de Haia do Circuito Mundial de 2022
- Future de Madrid do Circuito Mundial de 2022
- 1* de Montpellier do Circuito Mundial de 2020
- Elite 16 de Uberlândia do Circuito Mundial de 2023
- Elite 16 de Hamburgo do Circuito Mundial de 2022